# Paraeurina
Paraeurina is een vliegengeslacht uit de familie van de halmvliegen (Chloropidae).

## Soorten
- P. chloropoides (Strobl, 1909)